# 高田憐
高田 憐（たかだ れん、2009年2月27日 ‐ ）は、日本の歌手、俳優、タレントであり、男性アイドルグループ・CLASS SEVENのメンバー。
埼玉県出身。TOBE所属。

## 人物
特技はスケボー。
所属事務所の先輩・北山宏光を尊敬しており、インタビューやSNSでも「大好きな先輩」としてたびたび言及している。

## 出演
個人での出演のみ記載。グループとしての出演はCLASS SEVEN#出演を参照。

### ドラマ
- このコの家はどこ?!（2024年12月24日‐配信、BUMP）[8]